# Sondra aurea
Sondra aurea är en spindelart som först beskrevs av Koch L. 1880.  Sondra aurea ingår i släktet Sondra och familjen hoppspindlar. Inga underarter finns listade i Catalogue of Life.